# كاثرين يليك
كاثرين «كاثي» آن يليك (بالإنجليزية: Katherine Yelick) هي عالمة كمبيوتر أمريكية ، وأستاذة الهندسة الكهربائية وعلوم الكمبيوتر بجامعة كاليفورنيا في بيركلي ، ومديرة المختبرات المعاونة لعلوم الحوسبة في مختبر لورانس بيركلي الوطني . 

## التعليم والوظيفة
تلقى كاثيرين يليك لها SB ، SM ، و الدكتوراه في علوم الكمبيوتر من معهد ماساتشوستس للتكنولوجيا . انضمت إلى أعضاء هيئة التدريس في جامعة كاليفورنيا ، بيركلي في عام 1991. انضمت إلى فريق البحث في مختبر لورانس بيركلي الوطني في عام 1996 كعالمة بحث مشترك في هيئة التدريس ، وكانت مديرة مختبر مساعد لعلوم الحوسبة منذ عام 2010. وهي معروفة بعملها في لغات برمجة مساحة العناوين العالمية المقسمة ، بما في ذلك المشاركة في اختراع لغات Unified Parallel C (UPC) و Titanium.  وقادت أيضًا مشروع Sparsity ، أول مكتبة تم ضبطها تلقائيًا لحبات المصفوفة المتفرقة ، وشاركت في قيادة تطوير واجهة Sparse Kernel المحسنة (OSKI). من عام 2008 إلى عام 2012 كانت مديرة المركز الوطني لبحوث الطاقة العلمية الحوسبة .  من 2009 إلى 2015 كانت عضوًا في مجلس كاليفورنيا للعلوم والتكنولوجيا . 

## منشورات مختارة
El-Ghazawi، Tarek؛ Carlson، William؛ Sterling، Thomas؛ Yelick، Katherine (2005). UPC: Distributed Shared Memory Programming. John Wiley & Sons. ISBN:978-0-471-47837-9.  El-Ghazawi، Tarek؛ Carlson، William؛ Sterling، Thomas؛ Yelick، Katherine (2005). UPC: Distributed Shared Memory Programming. John Wiley & Sons. ISBN:978-0-471-47837-9.  El-Ghazawi، Tarek؛ Carlson، William؛ Sterling، Thomas؛ Yelick، Katherine (2005). UPC: Distributed Shared Memory Programming. John Wiley & Sons. ISBN:978-0-471-47837-9.

## الجوائز والتكريمات
في عام 2012 ، تم تسميتها زميلة ACM «لمساهماتها في لغات الحوسبة المتوازية التي تم استخدامها في كل من مجتمع البحث وفي بيئات الإنتاج.»  في عام 2013 ، حصلت على جائزة ACM-W Athena Lecturer في SC13 .  حصلت على جائزة ACM Ken Kennedy في عام 2015.  في عام 2017 ، تم انتخابها للأكاديمية الوطنية للهندسة  والأكاديمية الأمريكية للفنون والعلوم .  تم انتخابها كزميلة في الجمعية الأمريكية لتقدم العلوم في عام 2018.  في مؤتمر الحواسيب الفائقة ACM / IEEE 2019 SC19 تم تكريمها من قبل HPCwire كخيار محررها للقيادة المتميزة في HPC. 

## الحياة الشخصية
يليك كانت متزوجة من استاذ جامعة كاليفورنيا ، جامعة بيركلي جيمس ديميل ، وهو أيضًا زميل ACM ويعمل في علوم الكمبيوتر والجبر الخطي العددي . 